# Kids in Love (singolo)
Kids in Love è un singolo del disc jockey norvegese Kygo in collaborazione il gruppo americano The Night Game. Il brano è stato prodotto da Kygo, così come la composizione, gestita anche da Pete Townshend, Martin Johnson, Linda Karlsson e Sonny Gustafsson, il testo è stato scritto dagli ultimi tre insieme a Kyle Puccia. La canzone è stata pubblicata da Sony Music e Ultra Music il 20 ottobre 2017 come primo estratto del secondo album in studio che porta lo stesso nome.

## Tracce
Download digitale
1. Kids in Love - 4:23 (ft. The Night Game)
2. Kids in Love - 3:30 (Jayli remix)
3. Kids in Love - 4:14 (The Night Game version)

## Formazione
- Kygo - composizione, produzione
- Martin Johnson - composizione, testi, vocals
- Linda Karlsson - composizione, testi
- Pete Townshend - composizione
- Sonny Gustafsson - composizione, testi
- Kyle Puccia - testi
- Șerban Ghenea - mixing
- John Hanes - mixing
- Sören von Malmborg - mastering
- Maja Francis - vocals
- David Rodriguez - registrazione

## Classifiche
| Classifica (2018) | Posizione massima |
| ----------------- | ----------------- |
| Australia         | 94                |
| Austria           | 52                |
| Belgio            | 10                |
| Belgio            | 26                |
| Canada            | 73                |
| Germania          | 90                |
| Norvegia          | 8                 |
| Portogallo        | 83                |
| Regno Unito       | 99                |
| Repubblica Ceca   | 42                |
| Slovacchia        | 45                |
| Stati Uniti       | 22                |
| Svezia            | 19                |
| Svizzera          | 33                |